# Swiss University Sports

Altes Logo

Der Swiss University Sports (alter Name Schweizer Hochschulsport-Verband SHSV, Fédération Suisse du Sport Universitaire FSSU, Federazione Svizzera dello Sport Universitario FSSU, Swiss University Sports Federation SUSF) ist der Fachverband für Hochschulsport in der Schweiz. Der Sitz und die Geschäftsstelle befinden sich in St. Gallen.

## Zweck
Der SUS führt jährlich die Schweizer Hochschulmeisterschaften (SHM) in verschiedenen Sportarten in Kooperation mit den jeweiligen Sportverbänden durch. Seit 2016 werden für die Wintersportarten die Hochschulmeisterschaft zusammengefasst unter dem Namen Swiss  Winter University Games (SWUG) durchgeführt. Seit 2018 werden für manche Sportarten die Hochschulmeisterschaft zusammengefasst unter dem Namen Swiss Universities Championships (SUC) durchgeführt. Die SUC 2018 fanden in Tenero, Tessin statt. Die Meistermannschaft qualifiziert sich in ungeraden Jahren für die European Universities Championship (EUC) oder für die European Universities Games (EUG) in geraden Jahren.